# Ertan Özkan
Ertan Özkan (* 1. September 1996 in Bursa) ist ein türkischer Leichtathlet, der sich auf den Sprint spezialisiert hat.

## Sportliche Laufbahn
Erste internationale Erfahrungen sammelte Ertan Özkan im Jahr 2016, als er bei den Balkan-Hallenmeisterschaften in Istanbul im 60-Meter-Lauf in 6,93 s das B-Finale gewann. Im Jahr darauf wurde er in 6,95 s Fünfter bei den Balkan-Hallenmeisterschaften in Novi Pazar und im Juli schied er bei den U23-Europameisterschaften in Bydgoszcz mit der türkischen 4-mal-100-Meter-Staffel mit 40,49 s im Vorlauf aus. 2018 schied er bei den Balkan-Hallenmeisterschaften in Istanbul mit 6,98 s im Vorlauf über 60 Meter aus und anschließend belegte er bei den U23-Mittelmeermeisterschaften in Jesolo in 10,48 s den vierten Platz im 100-Meter-Lauf. Bei den Balkan-Meisterschaften in Stara Sagora schied er mit 10,66 s im Vorlauf über 100 Meter aus und im Staffelbewerb klassierte er sich mit 40,39 s auf Rang vier. 2020 siegte er dann in 39,63 s mit der Staffel bei den Balkan-Meisterschaften in Cluj-Napoca und gewann über 100 Meter in 10,78 s die Bronzemedaille. Bei den World Athletics Relays 2021 im polnischen Chorzów verpasste er mit 39,59 s den Finaleinzug in der 4-mal-100-Meter-Staffel und anschließend siegte er bei den Balkan-Meisterschaften in Smederevo in 39,64 s im Staffelbewerb. Anschließend nahm er mit der Staffel an den Olympischen Sommerspielen in Tokio teil und wurde dort in der Vorrunde disqualifiziert.
2022 gewann er bei den Balkan-Meisterschaften in Craiova in 10,44 s die Bronzemedaille über 100 Meter hinter seinem Landsmann Kayhan Özer und Ioannis Nyfandopoulos aus Griechenland und mit der Staffel belegte er in 40,44 s den sechsten Platz. Anschließend startete er mit der Staffel bei den Mittelmeerspielen in Oran und gewann dort in 38,98 s die Silbermedaille hinter Italien. Bei den Islamic Solidarity Games in Konya verhalf er der Staffel zum Finaleinzug und trug damit zum Gewinn der Goldmedaille bei. Kurz darauf belegte er bei den Europameisterschaften in München in 39,20 s den siebten Platz mit der Staffel. Im Jahr darauf schied er bei den Halleneuropameisterschaften in Istanbul mit 6,76 s in der Vorrunde über 60 Meter aus. Im Juni wurde er bei der 1. Liga der Team-Europameisterschaft im Rahmen der Europaspiele in Chorzów in 38,96 s auf den zweiten Platz im B-Lauf der 4-mal-100-Meter-Staffel. Anschließend belegte er bei den Balkan-Meisterschaften in Kraljevo in 10,54 s den fünften Platz über 100 Meter und siegte mit der Staffel in 39,09 s. Daraufhin gelangte er bei den World University Games in Chengdu mit 39,69 s auf den siebten Platz im Staffelbewerb. 2024 gewann er bei den Balkan-Hallenmeisterschaften in Istanbul in 6,68 s die Silbermedaille über 60 Meter hinter dem Slowenen Anej Čurin Prapotnik und im Jahr darauf siegte er in 6,63 s bei den Balkan-Hallenmeisterschaften in Belgrad. Anschließend schied er bei den Halleneuropameisterschaften in Apeldoorn mit 6,74 s in der ersten Runde aus, wie auch bei den Hallenweltmeisterschaften kurz darauf in Nanjing mit 6,75 s. Ende Juni wurde er bei der 2. Liga der Team-Europameisterschaft in Maribor in 39,38 s Fünfter im A-Lauf über 4-mal 100 Meter und anschließend gewann er mit der Staffel bei den Balkan-Meisterschaften in Volos in 39,05 s die Silbermedaille hinter dem griechischen Team.
In den Jahren 2018 und 2023 wurde Özkan türkischer Meister im 100-Meter-Lauf sowie 2017 Hallenmeister über 60 Meter.

## Persönliche Bestleistungen
- 100 Meter: 10,27 s (+1,1 m/s), 25. Juni 2022 in Bursa
  - 60 Meter (Halle): 6,60 s, 8. Februar 2025 in Moskau
- 200 Meter: 21,38 s (+0,5 m/s), 6. September 2023 in Izmir